# Bredviken
Bredviken ist ein Ort (tätort) in der schwedischen Provinz Norrbottens län, in der historischen Provinz (landskap) Norrbotten.
Bredviken gehört zur Gemeinde Kalix und innerhalb dieser seit 1. Januar 2016 zum Distrikt Nederkalix, benannt nach dem Kirchspiel (socken), das diesen Namen seit 1644 trägt. Es liegt etwa 55 km Luftlinie nordöstlich der Provinzhauptstadt Luleå und 4 km südöstlich der Ortsmitte von Kalix am linken Ufer des Flusses Kalixälven wenig oberhalb seiner Mündung in die Bottenwiek der Ostsee.
Nordöstlich am Ort vorbei verlaufen die Europastraße 4 (Europaväg 4) sowie die 2012 eröffnete Neubaustrecke der Bahnstrecke Boden–Haparanda (Nya Haparandabanan). Am Bahnhof Bredviken zweigt eine Anschlussstrecke nach Karlsborg und zur dortigen Papierfabrik ab. Die Bahnstrecken dienen ausschließlich dem Güterverkehr.